# پل حاج‌محمدباقر
پل حاج محمد باقر مربوط به دوره پهلوی اول است و در شهرستان آشتیان، بخش مرکز ی، دهستان سیاوشان، روستای سیاوشان واقع شده و این اثر در تاریخ ۲۶ اسفند ۱۳۸۶ با شمارهٔ ثبت ۲۲۰۷۶ به‌عنوان یکی از آثار ملی ایران به ثبت رسیده است.